# Plućna hipertenzija uzrokovana plućnim bolestima i/ili hipoksijom
Plućna hipertenzija uzrokovana plućnim bolestima i/ili hipoksijom je najćešće, blaži oblik, plućna hipertenzija koja je uobičajena kod teške intersticijalne bolesti pluća i teške hronične opstruktivne bolesti pluća (COPD), dok je teška plućna hipertenzija neuobičajena. i može se videti u kombinovanom emfizem/fibroznom sindromu, gde je prevalenca plućne hipertenzije visoka.

## Patologija, patofoziologija i epidemiologija
Najčešća bolesti pluća udružene sa plućnom hipertenzijom su:
- hronične opstruktivne bolesti pluća,
- intersticijalna bolest pluća
- kombinovana plućna fibroza i emfizem (skraćeno CPFE).

### Klinička klasifikacija
Izvod iz sveobuhvatne kliničke klasifikacije, koja se odnosi na plućnu hipertenziju
uzrokovanu plućnim bolestima i/ili hipoksijom (ažurirano prema Simonneau i sar).
| 3. Plućna hipertenzija uzrokovana plućnim bolestima i/ili hipoksijom |
| 3.1. Hronična opstruktivna bolest pluća 3.2. Intersticijalne bolesti pluća 3.3. Druge plućne bolesti sa mešovitim restriktivnim i opstruktivnim poremećajima 3.4. Poremećaji disanja povezani sa spavanjem 3.5. Alveolarna hipoventilacija 3.6. Hronična izloženost velikim visinama 3.7. Razvojna plućna bolest (Web tabela III) |

### Hemodinamska klasifikacija plućne hipertenzije uzrokovana plućnim bolestima
| Terminologija | Hemodinamika (kateterizacija desnog srca) |
| --- | --- |
| Hronična opsturktivna bolest pluća/Idiopatska plućna fibroza/Kombinovana plućna fibroza i emfizem bez plućne hipertenzije                                 | PAPm (srednji plućni arterijski pritisak) < 25 mmHg |
| Hronična opsturktivna bolest pluća/Idiopatska plućna fibroza/Kombinovana plućna fibroza i emfizem sa plućnom hipertenzijom                                | PAPm (srednji plućni arterijski pritisak) ≥ 25 mmHg |
| Hronična opsturktivna bolest pluća/Idiopatska plućna fibroza/Kombinovana plućna fibroza i emfizem bez plućne hipertenzije sa teškom plućnom hipertenzijom | PAPm (srednji plućni arterijski pritisak) > 35mm Hg, ili PAPm (srednji plućni arterijski pritisak) ≥ 25 mmHg sa malim minutnim volumenom (CI (srčani indeks) < 2.5 L/min, neobjašnjeno drugim uzrocima) |

## Klinička slika
U svim plućnim bolestima, razvoj plućne hipertenzije prati pogoršanje tolerancije na napor, pogoršanje hipoksemije i kraće preživljavanje. Težina plućne hipertenzije obično slabo korelira sa težinom osnovne bolesti pluća.
Najčešći indikatori za postojanje plućne hipertenzije kod ovih pacijenata jesu neproporcionalno nizak DLCO i nizak pCO2.Hemodinamska klasifikacija plućne hipertenzije uzrokovane plućnim bolestima data je u 
U slučaju teške plućne hipertenzije, treba isključiti druge potencijalne uzroke kao što su slabost levog srca ili hroničnu tromboembolijsku plućnu
hipertenziju. 
Kod pojedinih bolesnika sa bolešću pluća i plućnom hipertenzijom, posebno kod onih sa umerenom plućnom bolesti a teškom plućnom hipertenzijom, može se teže odrediti da li je plućna hipertenzija uzrokovana bolešću pluća ili bolesnik ima dva oboljenja, npr. plućnu arterijsku hipertenziju i hroničnu bolest pluća. Ove bolesnike treba uputiti u ekspertski centar u kome postoji ekspert iz oblasti pulmologije. 

## Dijagnoza
Kod pacijenata sa respiratornim poremećajima, kliničke simptome i znakove plućne hipertenzije može biti teško identifikovati. 
Kod pacijenata sa plućnim bolestima, periferni edem ne mora uvek da ukazuje na slabost desne komore srca, može takođe biti rezultat dejstva hipoksemije i hiperkapnije na renin-angiotenzin-aldosteron sistem. 
Dalje, udružena slabost levog srca , koja je česta kod pacijenata sa hroničnim respiratornim poremećajima, može doprineti plućnoj hipertenziji. Opšte je pravilo da pacijenti koji se prezentuju sa težim simptomima nego što je očekivano na osnovu njihovih funkcionalni testovi pluća, treba da budu dalje evaluirani, posebno ehokardiografski, u potrazi za udruženom slabošću levog srca ili plućna hipertenzija. 
Ehokardiografija ostaje najviše korišćena neinvazivna dijagnostička metoda za procenu plućne hipertenzije. Indikacije za ehokardografski pregled bolesnika sa plućnim bolestima uključuju postojanje kliničke sumnje na značajnu plućnu hipertenziju ili procena udružene slabosti levog srca . Treba napomenuti da je preciznost ehokardiografije kod pacijenata sa uznapredovalim respiratornim poremećajima mala. Pacijente sa kliničkim ili ehokardiografskim znacima teške plućne hipertenzije i/ili teške disfunkcije desne srćane komore, treba uputiti u centar za plućnu hipertenziju. 
Definitivna dijagnoza plućne hipertenzije zasniva se na vrednostima dobijenih merenjem tokom kateterizacije desnog srca . Potencijalne indikacije za kateterizaciju desnog srca kod uznapredovale bolesti pluća su:
- prava dijagnoza ili isključivanje plućne hipertenzije kod kandidata za hirurško lečenje (transplatacija, smanjenje plućnih volumena),
- sumnja na plućnu arterijsku hipertenziju ili STEPH,
- epizode popuštanja desne srćane komore i nekonkluzivan ehokardiografski nalaz u slučajevima sa velikim stepenom sumnje i potencijalnog uticaja na terapiju.

## Terapija
Trenutno ne postoji specifična terapija za plućnu hipertenziju uzrokovanu bolestima pluća. Pokazano je da dugoročna oksigenoterapija delimično smanjuje progresiju plućnd hipertenzijd kod hronične opsturktivne bolesti pluća. Međutim, plućna arterijska hipertenziju se retko kada vraća na normalne vrednosti i strukturni poremećaji plućnih krvnih sudova ostaju nepromenjeni.
Kod intersticijalne bolesti pluća, uloga dugoročne oksigenoterapije na progresiju plućne hipertenzije manje je jasna. 
Ne preporučuje se terapija klasičnim vazodilatatorima kao što su blokatori kalcijumskih kanala jer oni mogu pogoršati gasnu razmenu inhibicijom hipoksične plućne vazokonstrikcije i zbog nedostatka efikasnosti nakon njihove dugoročne primene.
Objavljena iskustva sa ciljnom terapijom za plućnu arterijsku hipertenziju oskudna su i do sada nema dokaza iz randomizovanih kontrolisanih studija koji ukazuju da terapija za plućnu arterijsku hipertenziju dovodi do poboljšanja simptoma ili ishoda kod pacijenata sa plućnim bolestima. Zaključak je da pacijenti sa plućnim bolestima i plućnom hipertenzijom koji su hipoksemični, treba da dobijaju dugoročnu oksigenoterapiju, prihvatajući opšte preporuke za hroničnu opsturktivnu bolest pluća. Treba optimizovati terapiju osnovne bolesti pluća. 
Primena specifičnih lekova odobrenih za plućnu arterijsku hipertenziju se ne preporučuje kod pacijenata sa plućnom hipertenzijom uzrokovanom plućnim bolestima. Pacijenti sa suspektnom plućnom arterijskom hipertenzijom kao dodatak njihovoj plućnoj bolesti (opisanu kao umereni poremećaji plućnog parenhima, simptomi nedovoljno objašnjeniplućnim mehaničkim poremećajima i hemodinamskim plućnim arterijsko hipertenzivnim fenotipom, npr. teška plućna hipertenzija u sa visokim plućnim vaskularnim otporom i niskim minutnim volumenom) mogu biti lečeni prema preporukama za plućnu arterijsku hipertenziju, imajući na umu moguć uticaj konkomitantne plućne bolesti na simptome i terapijski odgovor. 

## Spoljašnje veze
- 2015/2016 ESC/ESR Preporuke za dijagnozu i lečenje plućne hipertenzije — European Society of Cardiology & European Respiratory Society

|  | Molimo Vas, obratite pažnju na važno upozorenje u vezi sa temama iz oblasti medicine (zdravlja). |